# Gllavica, Shtime
Gllavica (albanska: Gllavica/ë, är en by i Kosovo. Den ligger i kommunen Shtime. Enligt den senaste folkräkningen år 2011 fanns det 544 invånare.

## Demografi
| Demografi | 2011 |
| --------- | ---- |
| albaner   | 542  |
| Bosnier   | 2    |